# Predsednik Združenih držav Amerike
Predsednik Združenih držav Amerike (angleško: President of the United States; kratica: POTUS) vodi Združene države Amerike. Po ameriški ustavi je predsednik tudi predsednik vlade in vrhovni poveljnik Oboroženih sil ZDA. Prvi v vrsti nasledstva predsednika je podpredsednik Združenih držav Amerike, ki predsednika nadomesti v primeru zadržanosti, smrti ali odstopa. Trenutni predsednik je od 20. januarja 2025 Donald Trump, 47. po vrsti. 
Moč predsednika se je skozi zgodovino funkcije nihala. Od začetka 20. stoletja je predsednik pridobival vse močnejšo vlogo v ameriškem političnem življenju, še posebno v času predsedovanja Franklina D. Roosevelta med Drugo svetovno vojno. V sodobnem času je ameriški predsednik kot vodja edine preostale svetovne velesile tudi ena najmočnejših političnih osebnosti na svetu. Kot vodja države z največjim gospodarstvom po nominalnem BDP ima pomembno domačo in mednarodno moč. 
2. člen Ustave določa izvršilno oblast na zvezni ravni podeljuje predsedniku. Pooblastilo vključuje izvrševanje zvezne zakonodaje in odgovornost za imenovanje zveznih izvršnih, diplomatskih, regulativnih in sodnih uradnikov. Na podlagi ustavnih določb, ki predsednika pooblaščajo za imenovanje in sprejemanje veleposlanikov in sklepanje pogodb s tujimi silami, ter zakonov, ki jih je sprejel kongres, je sodobno predsedstvo primarno odgovorno za vodenje zunanje politike Združenih držav Amerike. Predsednik prav tako vodi najdražjo vojsko na svetu, ki poseduje tudi drugi največji jedrski arzenal. 
Predsednik ima tudi vodilno vlogo pri zvezni zakonodaji in oblikovanju notranje politike. Kot del sistema zavor in ravnotežij 7. člen Ustave predsedniku daje pooblastilo, da podpiše ali vloži veto na zvezno zakonodajo. Ker se na sodobne predsednike običajno gleda tudi kot na voditelje svojih političnih strank, je oblikovanje politike pogosto pogojeno z izidom predsedniških volitev, pri čemer imajo predsedniki aktivno vlogo pri promociji svojih političnih prednostnih nalog članom kongresa, ki so pogosto volilno odvisni od predsednika. V zadnjih desetletjih so predsedniki za oblikovanje notranje politike vse pogosteje uporabljali tudi ukaze in predpise o agencijah ter imenovanjih sodnikov. 
Predsednik je izvoljen posredno prek volilnega kolegija za štiriletni mandat. Poleg predsednika se izvoli tudi podpredsednika, ki si ga pred volitvami izbere predsedniški kandidat.. Po dvaindvajsetem amandmaju, ratificiranem leta 1951, nobena oseba, ki je že bila dvakrat izvoljena za predsedniki, ne more biti izvoljena tudi v tretje. Skozi zgodovino je devet ameriških podpredsednikov zasedlo predsedniško mesto zaradi predsednikove začasne odsotnosti, smrti ali odstopa. Skupno je do sedaj predsedniško funkcijo opravljalo 45 posameznikov.  

## Volitve predsednika Združenih držav Amerike
Predsedniške volitve se izvedejo vsake štiri leta, nazadnje so bile tako leta 2024. Volijo lahko državljani, stari 18 let ali več. Voli se predsednika in podpredsednika skupaj. Volitve so posredne: šteje se razmerje glasov v vsaki zvezni državi posebej, rezultat je pooblastilo elektorjem te zvezne države, da glasujejo za zmagovalca v elektorskem kolegiju, v katerem ima vsaka zvezna država določeno število predstavnikov. Končni zmagovalec je tisti, ki dobi večino od 538 elektorskih glasov, to je 270 ali več.
Elektorski glasovi predstavljajo zmago kandidata v eni zvezni državi (zraven spada še District of Columbia). Če torej predsedniški kandidat dobi večino glasov volivcev v posamezni zvezni državi, dobi vse elektorske glasove te zvezne države in torej ta država podpira tega predsedniškega kandidata kot kandidata za predsednik ZDA. Izjema sta zvezni državi Nebraska in Maine. Zato je cilj kandidatov boriti se za vsako zvezno državo posebej. Leta 2016 je npr. Hillary Clinton izgubila na predsedniških volitvah, čeprav je večina volivcev v ZDA volila zanjo, a ji to zaradi sistema elektorskih glasov ni prineslo zmage.
Koliko elektorskih glasov ima država je odvisno od tega, koliko okrožij (podobno občinam ali pokrajinam) zvezna država ima. Število okrožij (angl. counties) je odvisno od števila prebivalcev. Kalifornija ima npr. 36 milijonov prebivalcev (podatki leta 2006), ki so približno enakomerno porazdeljeni v 53 okrožij. Kansas ima 3 milijone prebivalcev (podatki leta 2006), razdeljenih v 4 okrožja. S tem se moč števila glasov porazdeli na število elektorskih glasov in nekako uravnoteži »glas ljudstva«. Večja populacija zvezne države torej pomeni več okrožij, kar pomeni večje število elektorskih glasov in torej večji vpliv na rezultat volitev.
Število elektorjev določene zvezne države je torej število okrožij plus število senatorjev, ki pa je za vse zvezne države 2. Tako ima Kalifornija 53+2=55 elektorskih glasov in Kansas 4+2=6 elektorskih glasov. Zato so zvezne države z veliko prebivalcev tako pomembne za predsedniške kandidate.
Po zmagi določenega predsedniškega kandidata le-ta priseže na 20. januarja kot predsednik ZDA.

## Bonitete

### Rezidence
Bela hiša v Washingtonu je uradna rezidenca predsednika. Mesto zanjo je izbral George Washington, temeljni kamen pa je bil položen leta 1792. Tam je živel vsak predsednik od Johna Adamsa (leta 1800) naprej. V različnih obdobjih ameriške zgodovine je bila znana pod imeni "predsedniška palača", "predsednikova hiša" in "izvršni dvorec". Theodore Roosevelt je stavbi današnje "Bela hiša" uradno nadel 1901. Objekti, ki so na voljo predsedniku, vključujejo dostop do osebja Bele hiše, zdravstveno oskrbo, rekreacijske površine, gospodinjstvo in varnostne službe. Zvezna vlada plačuje državne večerje in druge uradne funkcije, predsednik pa osebno, družinsko in kemično čiščenje ter hrano.
Camp David, uradno imenovan Naval Support Facility Thurmont, gorsko vojaško taborišče v okrožju Frederick v zvezni državi Maryland, je ena od predsednikovih rezidenc. Mesto samote in miru je že od štiridesetih let 20. stoletja veliko gostilo tuje veljake.
Hiša za goste predsednika, ki se nahaja ob zgradbi izvršne pisarne Eisenhower v kompleksu Bele hiše in parku Lafayette, služi kot uradno gostišče predsednikovih gostov in po potrebi tudi sekundarna rezidenca predsednika. Premoženje sestavljajo štiri med seboj povezane hiše iz 19. stoletja - Blair House, Lee House ter 700 in 704 Jackson Place - s skupno površino več kot 6.500 m2.

### Prevozna sredstva
Glavno sredstvo predsednikovega letalskega potovanja je eno od dveh enakih letal Boeing VC-25, ki sta v veliki meri spremenjeni letali Boeing 747. Imenujeta se Air Force One, čeprav se za čas potovanja tako poimenuje vsako letalo, v katerem leti ameriški predsednik. Potovanja znotraj države se navadno izvajajo le z enim od obeh letal, medtem ko se potovanja v tujino opravijo z obema, enim primarnim in enim kot rezervo. Predsednik ima dostop tudi do manjših zrakoplovov letalskih sil, predvsem Boeinga C-32, ki se uporabljajo, kadar letališča ne morejo sprejeti letal velikih dimenzij, kot je predsedniško.
Za letalske prevoze na kratke razdalje ima predsednik dostop do flote helikopterjev ameriške mornarice različnih modelov, ko ga uporablja predsednik, se imenuje Marine One. Polete običajno opravijo s petimi helikopterji, ki letijo skupaj in pogosto zamenjajo položaje, da bi morebitne napadalce zavedli, v katerem letalu je dejansko predsednik.

Predsednikom je zaradi varnosti prepovedano voziti avtomobile. Za cestna potovanja predsednika državna varnost uporablja predsedniški državni avtomobil, imenovan The Beast (Zver). Gre za oklepno limuzio, zasnovano tako, da je videti kot limuzina Cadillac, vendar zgrajena na šasiji tovornjaka. [168] Ameriška tajna služba upravlja in vzdržuje floto več limuzin. Predsednik ima tudi dostop do dveh oklepnih avtomobilov, ki se v glavnem uporabljajo za potovanja.
- Predsedniška limuzina
- Trenutni Air Force One
- Marine One

## Seznam predsednikov Združenih držav Amerike
Glavni članek Seznam predsednikov Združenih držav Amerike

### Živeči nekdanji predsedniki
- Bill Clinton
- George W. Bush
- Barack Obama
- Joe Biden